# Стюарт (остров)
Стюарт (на английски: Steward Island) е остров в югозападната част на Тихия океан, 3-тият по големина от трите големи острова на Нова Зеландия. На север широкият 30 km проток Фово го отделя от Южния остров на Нова Зеландия. Площта му е 1746 km². Има триъгълна форма с дължина от север на юг 74 km и ширина от 6 km на юг до 40 km в средната част. Бреговете му са силно разчленени от малки заливи (Мейсън и др.), полуострови и малки крайбрежни острови (Кодфриш, Матън Берд, Лонг Айлънд и др.). Изграден е от метаморфни скали и гранити, с максимална височина връх Англем (979 m), издигащ се в северната му част. Климатът е умерен, морски. Целият остров е покрит с девствени широколистни и иглолистни гори. Има и обширни заблатени пространства. През 2022 г. постоянното население на острова, занимаващо се предимно с риболов и дърводобив, наброява 440 души, живеещи в единственото селище Обан, разположено на източното му крайбрежие. През последните години островът стана привлекателна туристическа дестинация.
В продължение на 4 години, от 1847 до 1851 г., известният морски топограф Джон Стоукс детайлно изследва и картира югоизточното, южното и югозападно крайбрежие на Южния остров на Нова Зеландия, като открива протока Фово и остров Стюарт (през 1770 г. великият английски мореплавател Джеймс Кук не забелязва протока и приема острова за полуостров на Южния остров), разположен южно от него.